# De Dietrich Type CR
Der De Dietrich Type CR ist eine Baureihe von Pkw-Modellen aus den 1900er Jahren. Dazu gehören Type SCR, Type CCR und Type TCR. Hersteller war die Société de Dietrich et Cie de Lunéville in Frankreich.

## Beschreibung
Das einzige Baujahr war 1905. Einen Vorgänger gleicher Größe gab es nicht. Nachfolger wurde der Lorraine-Dietrich Type DR des Folgeunternehmens Lorraine-Dietrich.
Der Motor entstand nach einer Lizenz von Turcat-Méry. Er ist ein Vierzylinder-Reihenmotor mit IOE-Ventilsteuerung. Jeweils zwei Zylinder sind paarweise zusammengegossen. 155 mm Bohrung und 160 mm Hub ergeben 12.076 cm³ Hubraum. Der Motor war damals in Frankreich steuerlich mit 60 CV eingestuft.
Der Motor ist vorn längs im Fahrgestell eingebaut. Er treibt über Ketten die Hinterräder an. Die Bremse wirkt zeittypisch nur auf die Hinterachse.
Der Radstand beträgt beim Type SCR 293 cm, beim Type CCR 313 cm und beim Type TCR 333 cm.